# Dagmara Kraus
Dagmara Kraus, auch Dagmara Kraus-Cavaillès (* 1981 in Breslau, Polen), ist eine deutsche Lyrikerin und Übersetzerin.

## Biografie
Dagmara Kraus studierte Komparatistik und Kunstgeschichte in Leipzig, Berlin und Paris sowie Literarisches Schreiben am Deutschen Literaturinstitut Leipzig. 2019 promovierte sie an der Friedrich-Schlegel-Graduiertenschule der FU Berlin im Fachbereich Literaturwissenschaft mit einer Dissertation zum Thema „Vom Sichersten … ins Bläueste“ – Poetiken des Sprungs; die Abhandlung erschien 2023 im Engeler Verlag. Kraus’ Gedichte sind u. a. in Literaturzeitschriften wie der Neuen Rundschau und Edit sowie im Jahrbuch der Lyrik erschienen. 2012 veröffentlichte sie bei kookbooks ihren Debütband kummerang. Im selben Jahr erschienen unter dem Titel Wir Seesterne ihre Übersetzungen von Gedichten Miron Białoszewskis. Außerdem ist sie Mitglied im PEN-Zentrum Deutschland. Seit 2021 ist sie Juniorprofessorin für Literarisches Schreiben an der Universität Hildesheim. 2022 und 2024 war Dagmara Kraus Mitglied der Jury des Lyrikpreises Meran. Sie lebt in Straßburg.

## Veröffentlichungen

### Monographien
- kummerang. Gedichte. kookbooks, Berlin 2012, ISBN 978-3-937445-50-2 (80 S.).
- kleine grammaturgie. Gedichte (= roughbook. Band 026). Engeler, Leipzig / Solothurn u. a. 2013 (72 S.); 2., verbesserte Auflage. Urs Engeler, Berlin / Schupfart 2017, ISBN 978-3-906050-29-4 (66 S.).
- revolvers für flubis (= Schöner Lesen. Nr. 118). SuKuLTuR, Berlin 2013, ISBN 978-3-941592-49-0 (18 S.).
- das vogelmot schlich mit geknickter schnute. Zweiundzwanzig Elfzeiler (= Reihe Lyrik. Band 41). kookbooks, Berlin 2015, ISBN 978-3-937445-70-0 (31 S.).
- wehbuch (undichte prosage) (= roughbook. Band 036). Urs Engeler, Berlin / Schupfart 2016, ISBN 978-3-906050-13-3.
- Lenz. 0x0a, 2016 (276 S.; 0x0a.li [mit Link zum PDF; 1,2 MB])
- Aby Ohrkranf's Hunch poem (= roughbook. Band 046). Urs Engeler, New York City / Schupfart 2018, ISBN 978-3-906050-37-9 (104 S.).
- liedvoll, deutschyzno. Gedichte. kookbooks, Berlin 2020, ISBN 978-3-948336-01-1 (76 S.; französisch, polnisch, deutsch).
- Entstehung dunkel. Ein Geräuschtext. Audio-CD, gemeinsam mit Marc Matter. Moloko +, Schönebeck, OT Pretzien 2021, Catalog-Nr.: Plus 113.
- Murfla und die Blocksbärte. Die Verwandlungen des Miron Białoszewski (= Lyrik Kabinett (Hrsg.): Zwiesprachen). München. Das Wunderhorn, Heidelberg 2022, ISBN 978-3-88423-668-0 (52 S.).
- Poetiken des Sprungs (= Theorie. Nr. 17). Urs Engeler, Schupfart 2022, ISBN 978-3-906050-60-7 (302 S.).

### Veröffentlichungen in Anthologien und Zeitschriften (Auswahl)
- Christoph Buchwald, Uljana Wolf: Jahrbuch der Lyrik 2009. S. Fischer Verlag, Frankfurt/M. 2009.
- Christian Lux (Hrsg.): Freie Radikale. 13 Dichter vor ihrem ersten Buch (= Luxbooks.Labor. Band 2). Lux, Wiesbaden 2010, ISBN 978-3-939557-62-3, S. 58 ff.
- „… grammatickt mamal aus …“ Notizen zu Poesie und Mutterschaft anlässlich der Übersetzung Joanna Muellers. In: Merkur. 808 (September 2016), S. 61–73.

### Übersetzungen und Übertragungen
- Miron Białoszewski: Wir Seesterne. Gedichte. Hrsg.: Dagmara Kraus. Nachwort von Gerhard Rühm. Reinecke & Voß, Leipzig 2012, ISBN 978-3-942901-03-1 (103 S.; polnisch, deutsch).
- Edward Stachura: Der Punkt überm Ypsilon. Hochroth Verlag, Berlin 2013, ISBN 978-3-902871-26-8 (30 S.; polnisch, deutsch).
- Miron Białoszewski: Das geheime Tagebuch. Ausgewählt und mit einer Einleitung versehen von Tadeusz Sobolewski. Ed. FotoTAPETA, Berlin 2014, ISBN 978-3-940524-27-0 (431 S.; Originaltitel: Tajny dziennik).
- Frédéric Forte: Anthologie de la musique bulgare vol. 2 = Anthologie der bulgarischen Musik vol. 2. Hochroth Verlag, Wiesenburg 2016, ISBN 978-3-902871-78-7 (27 S.; französisch, deutsch).
- Joanna Mueller: Mistyczne masthewy = Mystische musthaves (übers. zus. mit Karolina Golimowska). Hochroth Verlag, Wiesenburg 2016, ISBN 978-3-902871-89-3 (24 S.; polnisch, deutsch).
- Miron Białoszewski: M'ironien. Gedichte und Prosa. Ausgewählt und aus dem Polnischen übersetzt von Dagmara Kraus, hrsg. von Henk Proeme. roughbooks, Schupfart 2021, ISBN 978-3-906050-46-1 (238 S.; polnisch, deutsch).

### Herausgeberschaft
- Miron Białoszewski: Vom Eischlupf. Nachdichtungen. 1. Auflage. Reinecke & Voß, Leipzig 2015, ISBN 978-3-942901-16-1 (polnisch, deutsch, 59 S.).
- Alois M. Haas: Mein Geist hat sich verwildet. Alois M. Haas erzählt eine persönliche Geschichte der Mystik. Ungekürzte Ausgabe. Box mit 3 Audio-CDs, 188 Minuten und Booklet. supposé, Wyk auf Föhr 2021, ISBN 978-3-86385-150-7 (24 S.).

### Wissenschaftliche Publikationen
- Poetiken des Sprungs. Engeler Verlag, Schupfart 2023, ISBN 978-3-906050-60-7.

## Auszeichnungen
- 2010: Förderpreis für Literatur der Gesellschaft zur Förderung der Westfälischen Kulturarbeit (GWK)[8]
- 2011: Arbeitsstipendium des Berliner Senats[9]
- 2015: Karl-Sczuka-Förderpreis für Entstehung dunkel, zusammen mit Marc Matter
- 2016: Förderpreis zum Heimrad-Bäcker-Preis
- 2017: Erlanger Literaturpreis für Poesie als Übersetzung für ihr lyrisches und übersetzerisches Werk
- 2018: Kasseler Förderpreis Komische Literatur
- 2018: Basler Lyrikpreis
- 2020: Cena Václava Buriana Olomouc / Václav-Burian-Preis Olomouc[10]
- 2021: Ehrengabe der Deutschen Schillerstiftung
- 2021: Lyrikpreis Meran (1. Preis)
- 2025: Oskar-Pastior-Preis[11]